# استگنفسکایا
استگنفسکایا (به لاتین: Stegnevskaya) یک منطقهٔ مسکونی در روسیه است که در استان آرخانگلسک واقع شده‌است.